# Mal Donaghy
Malachy Martin Donaghy (Belfast, 13 de septiembre de 1957), más conocido como Mal Donaghy, es un exfutbolista norirlandés. Donaghy jugó 91 partidos para la selección de fútbol de Irlanda del Norte, el segundo que más partidos disputó por detrás del portero Pat Jennings, pero no marcó nunca.

## Carrera con clubes
Comenzó su carrera con el Larne FC de la IFA Championship, la segunda división de fútbol norirlandés, y jugó su primer partido en abril de 1978. En junio le fichó el Luton Town Football Club en Inglaterra por 20 000£. Luton ganó el Football League Championship de la temporada de 1981-82 y ganó la final de la League Cup de 1988 contra el Arsenal FC. Después de 410 partidos en la liga con Luton, Donaghy fichó por Manchester United por 650.000£ en octubre de 1988, siendo entrenador Alex Ferguson. 
En diciembre de 1989 Doanghy fue cedido al Luton Town además y por eso se quedó sin título cuando Manchester United ganó el FA Cup de 1990 contra Crystal Palace FC. Jugó en las finales de la League Cups de 1991 y 1992 pero perdió las dos veces. United ganó la, Recopa de Europa de 1991 por un resultado de 2-1 contra FC Barcelona en Róterdam, los Países Bajos, y también consiguió la Supercopa de Europa del mismo año contra el Estrella Roja de Belgrado.
Donaghy pasó sus dos últimas temporadas en el Chelsea Football Club de la Premier League después de haber sido fichado por 150 000£ en agosto de 1992. Marcó dos goles en su primera temporada con Chelsea y uno en 1993-94.

## Carrera internacional
Donaghy jugó su primer partido con la selección de su país el 16 de mayo de 1980 contra Escocia en Belfast, y ganó 1-0. Fue incluido en la selección para el Copa Mundial de 1982, la primera Copa Mundial para Irlanda del Norte desde 1958. Jugó los tres partidos en el primer grupo contra Yugoslavia, Honduras y España y un partido en el segundo grupo contra Francia en el Estadio Vicente Calderón.
Jugó también en la Copa Mundial de 1986, y jugando los tres partidos de su país en el grupo en Guadalajara, contra Argelia, España y Brasil. Su 91.º y último partido fue el 12 de junio de 1994, contra México en Miami (Estados Unidos).